# Bierkartell (Deutschland)
Als Bierkartell werden Preisabsprachen mehrerer Brauereien in den Jahren 2006 und 2008 bezeichnet.  Es ist das größte Kartell der deutschen Biergeschichte.

## Kartelldurchführung
Die Durchführung des Kartells erfolgte auf mehreren Ebenen. Zunächst sprachen sich in gemeinsamen Treffen und bilateralen Kontakten überregional tätige Brauereien über Preiserhöhungen und ihre Größenordnung ab. Anschließend stimmten sich einige der überregional tätigen Brauereien (AB InBev, Veltins und Warsteiner) mit in Nordrhein-Westfalen tätigen regionalen Brauereien auf Sitzungen des nordrhein-westfälischen Brauereiverbandes im Juni 2006 und September 2007 über diese Preiserhöhungen ab. Die am Kartell beteiligten Brauereien verständigten sich, die Preise für Fassbier in den Jahren 2006 und 2008 in der Größenordnung von jeweils fünf bis sieben Euro pro Hektoliter anzuheben. Für Flaschenbier wurde 2008 nach Angaben des Bundeskartellamtes eine Preiserhöhung abgesprochen, die zu einer Verteuerung des 20-Flaschen-Kastens von einem Euro führen sollte.

## Geldbußen
Das Bundeskartellamt verhängte 2014 zwei Strafen über insgesamt 338 Millionen Euro. 106,5 Millionen Euro mussten Bitburger, Krombacher, Veltins, Warsteiner und Ernst Barre zahlen. 231,2 Millionen Euro Carlsberg Deutschland, die Radeberger Gruppe, die Bolten-Brauerei, die Erzquell Brauerei, Cölner Hofbräu Früh, die Privatbrauerei Gaffel Becker & Co und der Verband Rheinisch-Westfälischer Brauereien e. V. Die Brauereien hatten auf der Basis einer Bonusregelung mit dem Kartellamt kooperiert, was sich mildernd auf die Strafe auswirkte. Der Kronzeuge Anheuser-Busch InBev ging straffrei aus. Vom Bundeskartellamt gegen drei nordrhein-westfälische Brauereien (Erzquell, Früh und Gaffel) verhängte Bußgelder in Höhe von 8 Millionen Euro wurden im September 2021 vom Oberlandesgericht Düsseldorf aufgehoben. Die eingelegte Rechtsbeschwerde des Bundeskartellamts beim Bundesgerichtshof hatte keinen Erfolg (Aktenzeichen KRB 54/22), dabei hatte der BGH unter anderem bemängelt, dass einer der Belastungszeugen sich „eine erklärtermaßen nicht seiner Erinnerung entsprechende Tatbeschreibung durch seine Unterschrift zu Eigen gemacht und damit andere Sitzungsteilnehmer erheblich belastet habe“, dies habe seine Glaubwürdigkeit beschädigt. Insgesamt hätten die Zeugen erkennen lassen, dass es in ihren Aussagen vor allem darum gegangen sei, ihre Strafe bzw. die ihrer Arbeitgeber zu reduzieren.